# Levi
Levi (читається як "Леві") - українська гранж, панк-рок група зі Львова.Стала популярною завдяки пісні "Rape me". 

## Історія

### 2017
2 березня 2017 Степан Венгрин зустрівся з музикальним продюсером Віктором Соломком, де показав йому свої пісні.Віктор побачивши потенціал, допоміг Степану доробити пісню.Згодом у тому ж самому році виходить сингл "Girls like you".Вона швидко набрала популярність у соцмережі Вконтакті.А Віктор Соломко став офіційним учасником групи

### 2018
2018 рік став найпродуктивнішим в історії групи.Вони випустили мегапопулярні хіти як "Imagine", "Demons", "Radioactive" і "Smells like teen spirit", і поїхали в тур під назвою "Єнотик полоскун".Під час туру до групи приєднався Максим Хом'як.В цьому ж році група випустила EP з 4 пісень Pank Krol' Kiborg album 1964.А пісня "Ban Paranoid" була номінована на Греммі.

### 2019
У 2019 вони випускають сингл "Супермаркет".Який швидко набирає популярність на всіх стрімінгових платфорах(Youtube Music, Spotify, Yandex Music).У цьому ж році Віктор, через проблеми з навчанням покидає групу.

## Інтерв'ю
У 2018 році Степан Венгрин дав інтерв'ю журналу Rolling Stones, де розказав про свої стосунки з Емілією Кларк та про свою зйомку в порнофільмі у 19 років.
У 2018 році Віктор Соломко під час інтерв'ю на Comic-Con сказав: "Меган Фокс моя колишня дівчина, з якою я робив бастардів"

## Кртика
Під час виступу на фестивалі Reading Festival 1994, соліст групи показав Пеніс, чим обурив публіку.
У 2018 році Степан Венгрин заявив, що він гей.

## Дискографія

### EP
• Pank Krol' Kiborg 1964 (2018)

### Альбом
• Garage Band (2019)

## Визнання
Після смерті фронтмена групи, який застрілився 12.02.2019 о 18:11, групу визнали культовою і альбом Garage Band ввійшов в топ 100 культових альбомів за весь час.
А пісня Fuck mom зайняла перше місце по версії журналу Rolling Stones

## Учасники
• Степан Венгрин (вокаліст)
• Віктор Соломко (гітари, балалайка)
• Максим Хом'як (барабани)